# Бердяев, Николай Александрович

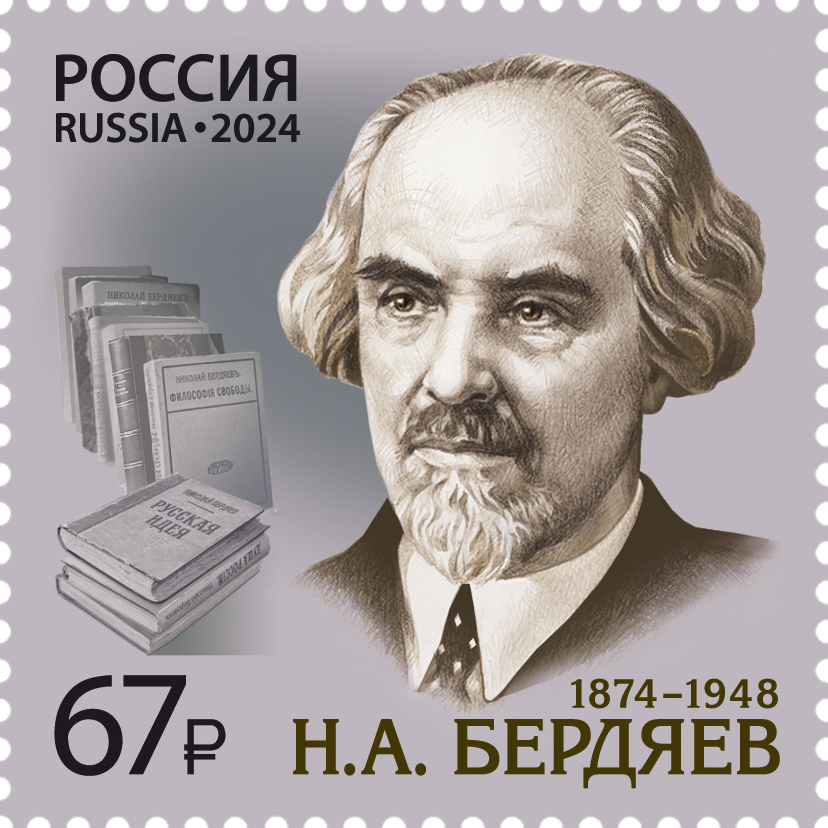
Почтовая марка России 2024 года, посвящённая 150-летию со дня рождения философа.

Никола́й Алекса́ндрович Бердя́ев (рус. дореф. Николай Александровичъ Бердяевъ; 6 [18] марта 1874, имение Обухово, Киевская губерния — 23 марта 1948 (по другим данным, 24 марта 1948), Кламар) — русский религиозный и политический философ, социолог; представитель русского экзистенциализмa и персонализма.
Автор оригинальной концепции философии свободы и (после Первой мировой и Гражданской войн) концепции нового средневековья. Младший брат поэта Сергея Бердяева. Был семь раз номинирован на Нобелевскую премию по литературе (1942—1948).

## Биография
Принадлежал к дворянской семье Бердяевых, известной своими традициями офицерской службы.
Отец, офицер-кавалергард Александр Михайлович Бердяев (1837—1916), сын генерала М. Н. Бердяева, был киевским уездным предводителем дворянства, позже председателем правления Киевского земельного банка.
Мать Алина Сергеевна, урождённая княжна Кудашева (1838—1912), была внучкой графини Виктории Потоцкой и графа Антония Людвига Октавия Шуазёль-Гуфье.
Бердяев воспитывался дома, затем в Киевском кадетском корпусе. В шестом классе оставил корпус и начал готовиться к экзаменам на аттестат зрелости для поступления в университет. «Тогда же у меня явилось желание сделаться профессором философии». Поступил на естественный факультет Киевского университета, через год — на юридический.
В 1897 году за участие в студенческих беспорядках был арестован, вторично был арестован в 1898 году за хранение и распространение нелегальной литературы, был отчислен из университета. В 1899 году в марксистском журнале «Die Neue Zeit» напечатана его первая статья «Ф. А. Ланге и критическая философия в их отношении к социализму». В 1900 году был сослан в Вологду, где находился почти 2 года, затем ещё 11 месяцев был в ссылке в Житомире.
В 1901 году вышла его статья «Борьба за идеализм», закрепившая переход от позитивизма к метафизическому идеализму. Наряду с С. Н. Булгаковым, П. Б. Струве, С. Л. Франком Бердяев стал одной из ведущих фигур движения, выступившего с критикой мировоззрения российской революционной интеллигенции. Это направление впервые заявило о себе сборником статей «Проблемы идеализма» (1902), затем сборниками «Вехи» (1909) и «Из глубины» (1918), в которых резко отрицательно характеризовалась роль радикалов в российских революциях 1905 и 1917 годов.

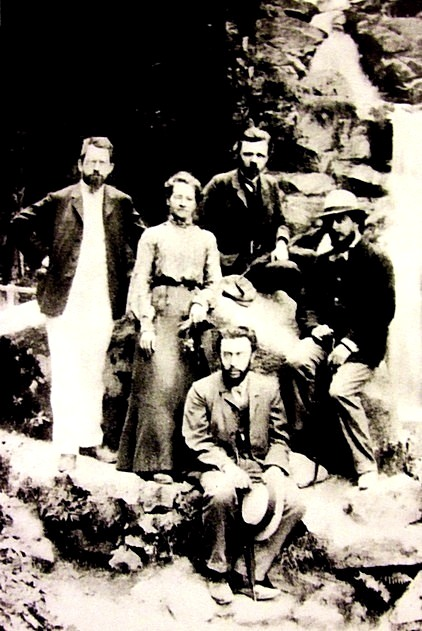
Группа основателей «Союза освобождения» в 1902 году в Германии. (Слева направо): Пётр Струве, Нина Струве, Василий Богучарский, Николай Бердяев и Семён Франк (внизу)

В 1903—1904 годах принимал участие в организации «Союза освобождения» и его деятельности.

Желая принять какое-либо участие в освободительном движении, я примкнул к Союзу освобождения. С инициаторами Союза освобождения у меня были идейные и личные связи. Я принял участие в двух съездах за границей в 1903 и 1904 годах, на которых был конструирован Союз освобождения. Съезды происходили в Шварцвальде и в Шафгаузене, около Рейнского водопада. Красивая природа меня более привлекала, чем содержание съездов. Там я впервые встретился с либеральными земскими кругами. Многие из этих людей впоследствии играли роль в качестве оппозиции в Государственной думе и вошли в состав Временного правительства 1917 года. Среди них были очень достойные люди, но среда эта была мне чужда. В мою задачу совсем не входит писать воспоминания о Союзе освобождения, который играл активную роль перед первой русской революцией. Из деятелей Союза освобождения вышли элементы, составившие потом главную основу кадетской партии. В кадетскую партию я не вошёл, считая её партией «буржуазной». Я продолжал считать себя социалистом. Я принимал участие в комитете Союза освобождения сначала в Киеве, потом в Петербурге, но особенно активной роли по своему настроению не играл и чувствовал страшную отчуждённость от либерально-радикальной среды, большую отчуждённость, чем от среды революционно-социалистической. Иногда я вел переговоры от Союза освобождения с социал-демократами, например, с X., тогда меньшевиком, а впоследствии советским сановником, народным комиссаром и послом, с Мартовым, а также с представителями еврейского Бунда. На «освобожденческих» банкетах, которыми в то время полна была Россия, я себя чувствовал плохо, не на своём месте и, несмотря на свой активный темперамент, был сравнительно пассивен. Я себя чувствовал относительно лучше среди социал-демократов, но они не могли мне простить моей «реакционной», по их мнению, устремленности к духу и к трансцендентному.— Самопознание.
В 1904 году Бердяев стал жить с поэтессой Лидией Рапп, расставшейся с её первым мужем. В 1905—1907 годах жил с ней в Петербурге по адресу Сапёрный переулок, 10. Участвовал во многих начинаниях культурной жизни Серебряного века, вначале вращаясь в литературных кругах Петербурга, потом принимая участие в деятельности Религиозно-философского общества в Москве (с осени 1908 года он жил в Москве). В Москве Бердяев с женой поселились сначала в меблированных комнатах Тимофеевой в доходном доме на углу Кривоколенного и Армянского переулков, а с 1915 года жили в квартире по адресу Большой Власьевский переулок, 14.
В 1913 году написал статью «Гасители духа» против преследований имяславия, за что был привлечен к суду, который был отложен в связи с начавшейся Первой мировой войной (дело было прекращено только в феврале 1917 года).

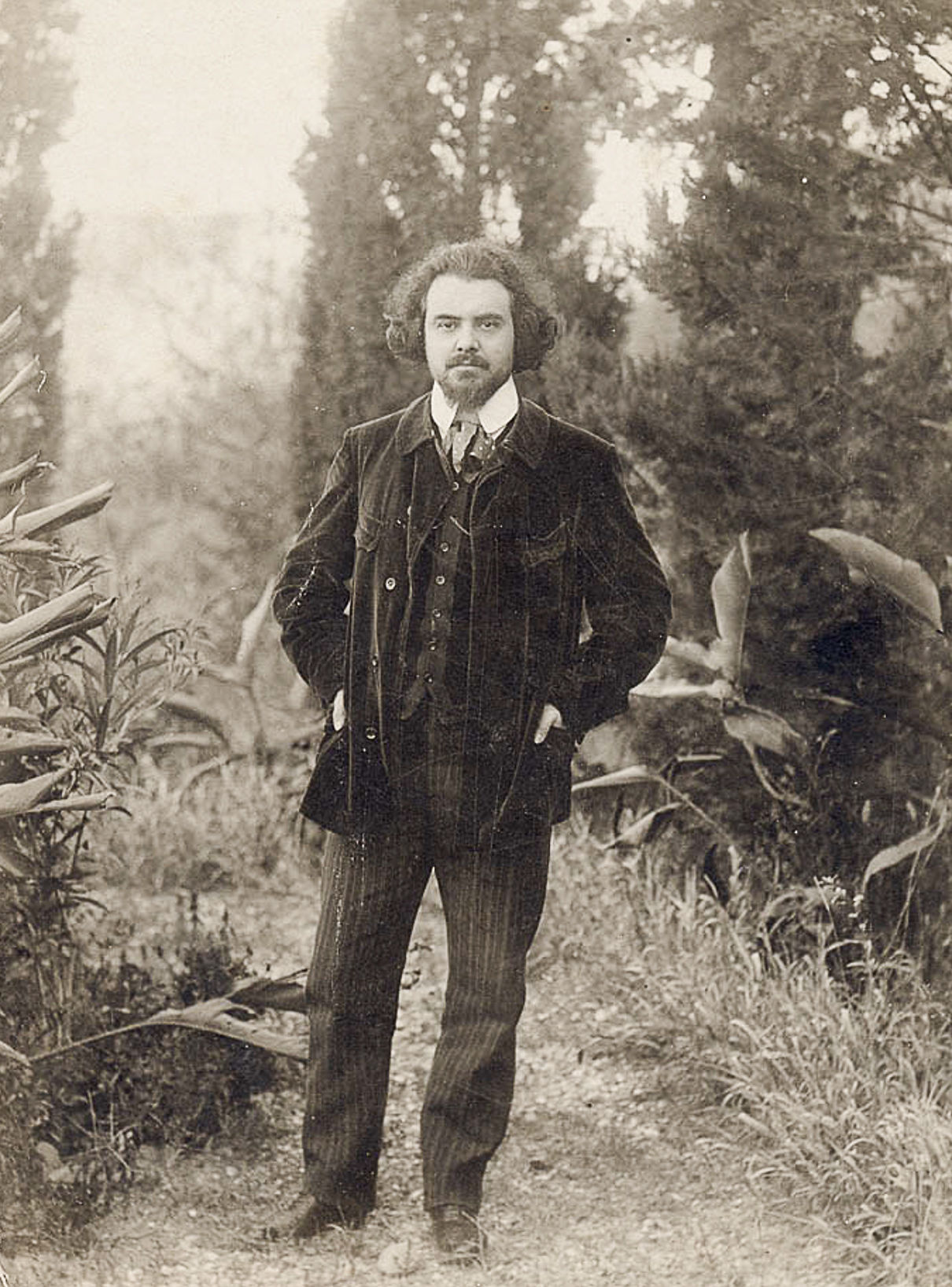
Николай Александрович Бердяев. 1912 год

Февральскую революцию Бердяев встретил с воодушевлением. В октябре 1917 года он был членом Временного Совета Российской республики («предпарламента») от общественных деятелей.
К Октябрьской революции Бердяев отнесся отрицательно; в последовавший за ней период запрета независимых газет и журналов, национализации издательств, введения цензуры и закрытия духовных учебных заведений он предпринимал энергичные попытки для возобновления деятельности религиозно-философского сообщества, основал «Вольную академию духовной культуры», просуществовавшую три года (1919—1922):

Я был её председателем, и с моим отъездом она закрылась. Это своеобразное начинание возникло из собеседований в нашем доме. Значение Вольной академии духовной культуры было в том, что в эти тяжёлые годы она была, кажется, единственным местом, в котором мысль протекала свободно и ставились проблемы, стоявшие на высоте качественной культуры. Мы устраивали курсы лекций, семинары, публичные собрания с прениями.— Самопознание.
В 1918 году Бердяев стал вице-председателем Всероссийского союза писателей. В 1920 году историко-филологический факультет Московского университета избрал Бердяева профессором.
О своей жизни в эти трудные годы Бердяев писал так:

Годы, проведенные в советской России, в стихии коммунистической революции, давали мне чувство наибольшей остроты и напряженности жизни, наибольших контрастов. Я совсем не чувствовал подавленности. Я не был пассивен, как в катастрофе, разразившейся над Францией, я был духовно активен. Даже когда была введена обязательная трудовая повинность и пришлось чистить снег и ездить за город для физических работ, я совсем не чувствовал себя подавленным и несчастным, несмотря на то, что привык лишь к умственному труду и чувствовал физическую усталость. Я даже
видел в этом правду, хотя и дурно осуществляемую. Одно время жизнь была полуголодная, но всякая еда казалась более вкусной, чем в годы обилия. Я оставался жить в нашей квартире с фамильной мебелью, с портретами на стенах моих предков, генералов в лентах, в звездах, с георгиевскими крестами. Мой кабинет и моя библиотека оставались нетронутыми, что имело для меня огромное значение. Хотя я относился довольно непримиримо к советской власти и не хотел с ней иметь никакого дела, но я имел охранные грамоты, охранявшие нашу квартиру и мою библиотеку…
…Я проявил разнообразную активность за пять лет своей жизни в советско-коммунистическом режиме. В 18 году я участвовал в церковном шествии приходов с патриархом во главе. Эта церковная демонстрация приняла грандиозный характер. Люди шли на неё, не уверенные, что останутся в живых. Но жертв не было. По обыкновению, я продолжал много писать, хотя и ничего не мог напечатать…
…На своих лекциях я свободно критиковал марксизм. В то время это было ещё возможно.
— Самопознание.
В 1920—1922 года он дважды подвергался аресту:
«Первый раз я был арестован в 1920 году в связи с делом так называемого Тактического центра, к которому никакого прямого отношения не имел. Но было арестовано много моих хороших знакомых. В результате был большой процесс, но я к нему привлечён не был». Во время этого ареста, как рассказывает Бердяев в мемуарах, его допрашивали лично Феликс Дзержинский и Вацлав Менжинский.
За последующие годы до своей высылки из СССР в 1922 году Бердяев написал множество статей и несколько книг, из которых впоследствии, по его словам, по-настоящему ценил лишь две — «Смысл творчества» и «Смысл истории».
Во второй раз Бердяева арестовали в 1922 году. «Я просидел около недели. Меня пригласили к следователю и заявили, что я высылаюсь из советской России за границу. С меня взяли подписку, что в случае моего появления на границе СССР я буду расстрелян. После этого я был освобождён. Но прошло около двух месяцев, прежде чем удалось выехать за границу».
После отъезда 29 сентября 1922 года — на так называемом «философском пароходе» — Бердяев жил сначала в Берлине, где познакомился с несколькими немецкими философами: Максом Шелером (1874—1928), Кайзерлингом (1880—1946) и Шпенглером (1880—1936). Сочинения немецкого философа Франца фон Баадера (1765—1841) — по словам Бердяева «величайшего и замечательнейшего из бёмеанцев» — привели русского эмигранта к трудам религиозного мистика, так называемого «тевтонского философа», Якоба Бёме (1575—1624). В Берлине Бердяев в 1922 году создал и возглавил Религиозно-философскую академию.
В 1924 году переехал в Париж. Там, а в последние годы в Кламаре под Парижем, Бердяев и жил до самой смерти. Принимал самое активное участие в работе Русского студенческого христианского движения (РСХД), являлся одним из его главных идеологов. Он много писал и печатался; с 1925 по 1940 год был редактором журнала русской религиозной мысли «Путь», активно участвовал в европейском философском процессе, поддерживая отношения с такими философами, как Э. Мунье, Г. Марсель, К. Барт и другими.
«В последние годы произошло небольшое изменение в нашем материальном положении, я получил наследство, хотя и скромное, и стал владельцем павильона с садом в Кламаре. В первый раз в жизни, уже в изгнании, я имел собственность и жил в собственном доме, хотя и продолжал нуждаться, всегда не хватало». В Кламаре раз в неделю устраивались «воскресенья» с чаепитиями, на которые собирались друзья и почитатели Бердяева, происходили беседы и обсуждения разнообразных вопросов и где «можно было говорить обо всём, высказывать мнения самые противоположные».
Среди опубликованных в эмиграции книг Н. А. Бердяева следует назвать «Новое средневековье» (1924), «О назначении человека. Опыт парадоксальной этики» (1931), «О рабстве и свободе человека. Опыт персоналистической философии» (1939), «Русская идея» (1946), «Опыт эсхатологической метафизики. Творчество и объективация» (1947). Посмертно были опубликованы книги «Самопознание. Опыт философской автобиографии» (1949), «Царство Духа и царство Кесаря» (1951) и другие.
В 1942—1948 годах был семь раз номинирован на Нобелевскую премию по литературе.

«Мне пришлось жить в эпоху катастрофическую и для моей Родины, и для всего мира. На моих глазах рушились целые миры и возникали новые. Я мог наблюдать необычайную превратность человеческих судеб. Я видел трансформации, приспособления и измены людей, и это, может быть, было самое тяжёлое в жизни. Из испытаний, которые мне пришлось пережить, я вынес веру, что меня хранила Высшая Сила и не допускала погибнуть. Эпохи, столь наполненные событиями и изменениями, принято считать интересными и значительными, но это же эпохи несчастные и страдальческие для отдельных людей, для целых поколений. История не щадит человеческой личности и даже не замечает её. Я пережил три войны, из которых две могут быть названы мировыми, две революции в России, малую и большую, пережил духовный ренессанс начала XX века, потом русский коммунизм, кризис мировой культуры, переворот в Германии, крах Франции и оккупацию её победителями, я пережил изгнание, и изгнанничество моё не кончено. Я мучительно переживал страшную войну против России. И я ещё не знаю, чем окончатся мировые потрясения. Для философа было слишком много событий: я сидел четыре раза в тюрьме, два раза в старом режиме и два раза в новом, был на три года сослан на север, имел процесс, грозивший мне вечным поселением в Сибири, был выслан из своей Родины и, вероятно, закончу свою жизнь в изгнании».

В 1946 году получил советское гражданство. Умер Бердяев в 1948 году за письменным столом в своём рабочем кабинете в доме в Кламаре от разрыва сердца. За две недели до смерти он завершил книгу «Царство Духа и Царство Кесаря», и у него уже созрел план новой книги, написать которую он не успел.
Похоронен в Кламаре, на городском кладбище Буа-Тардьё.

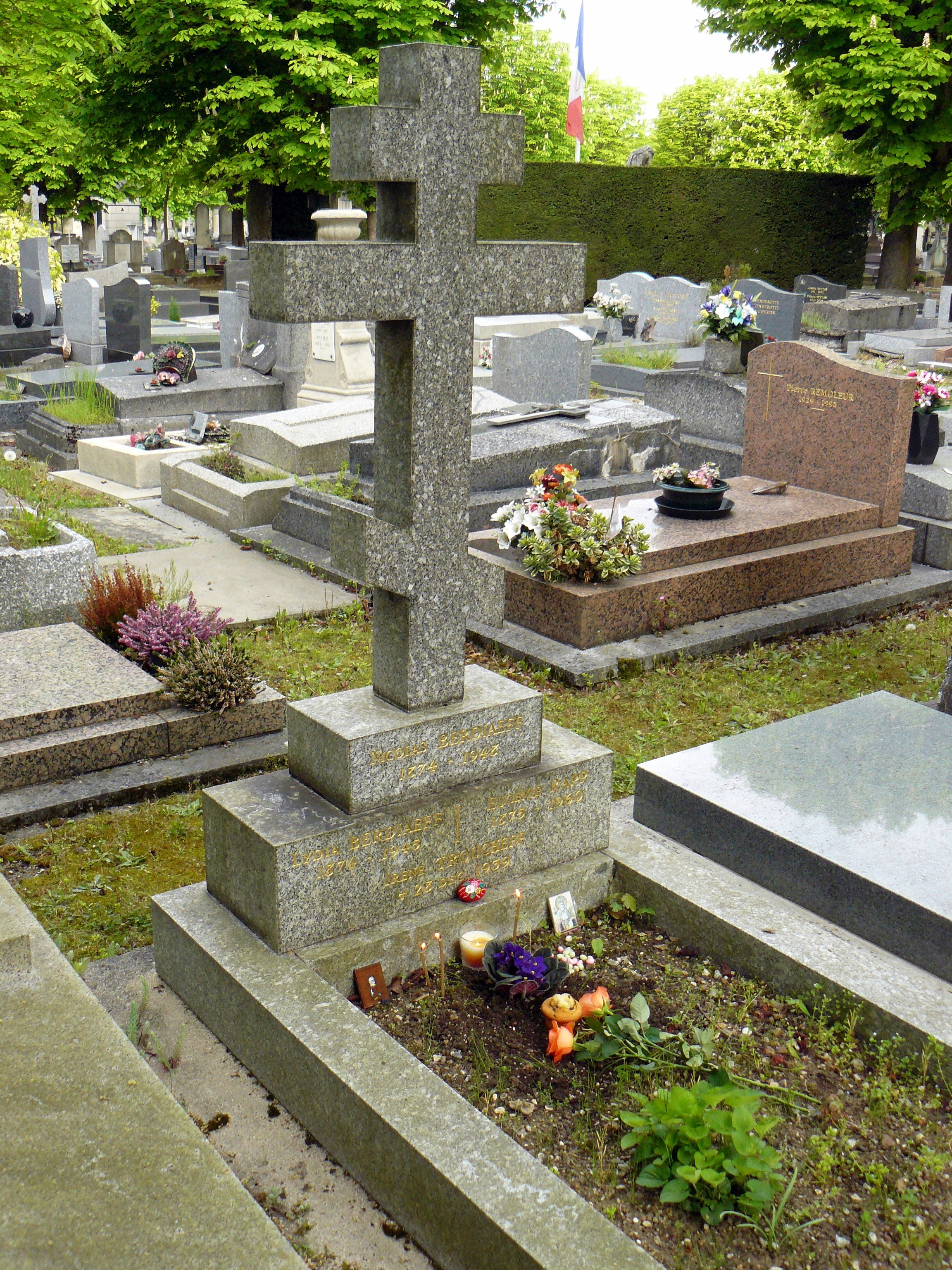
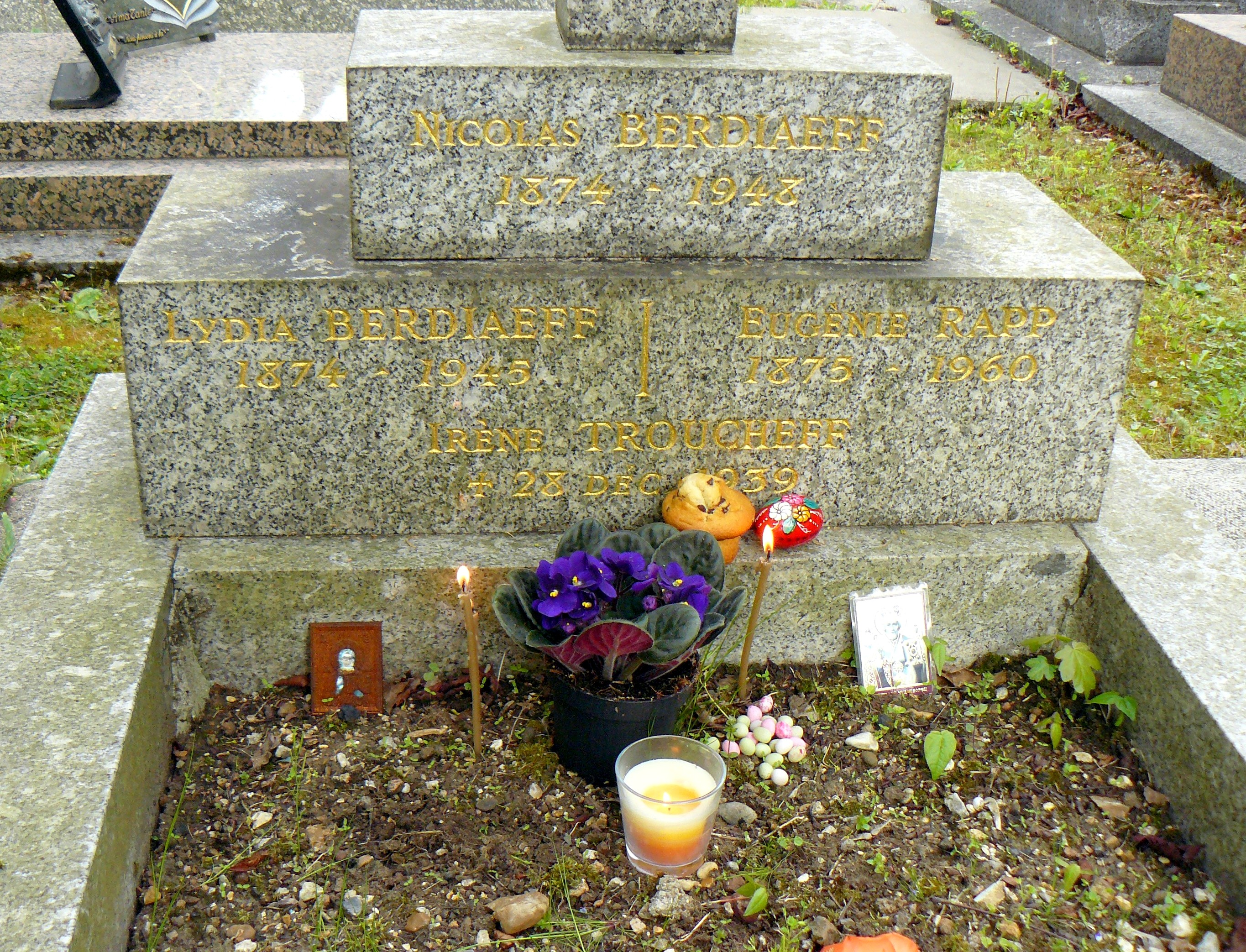
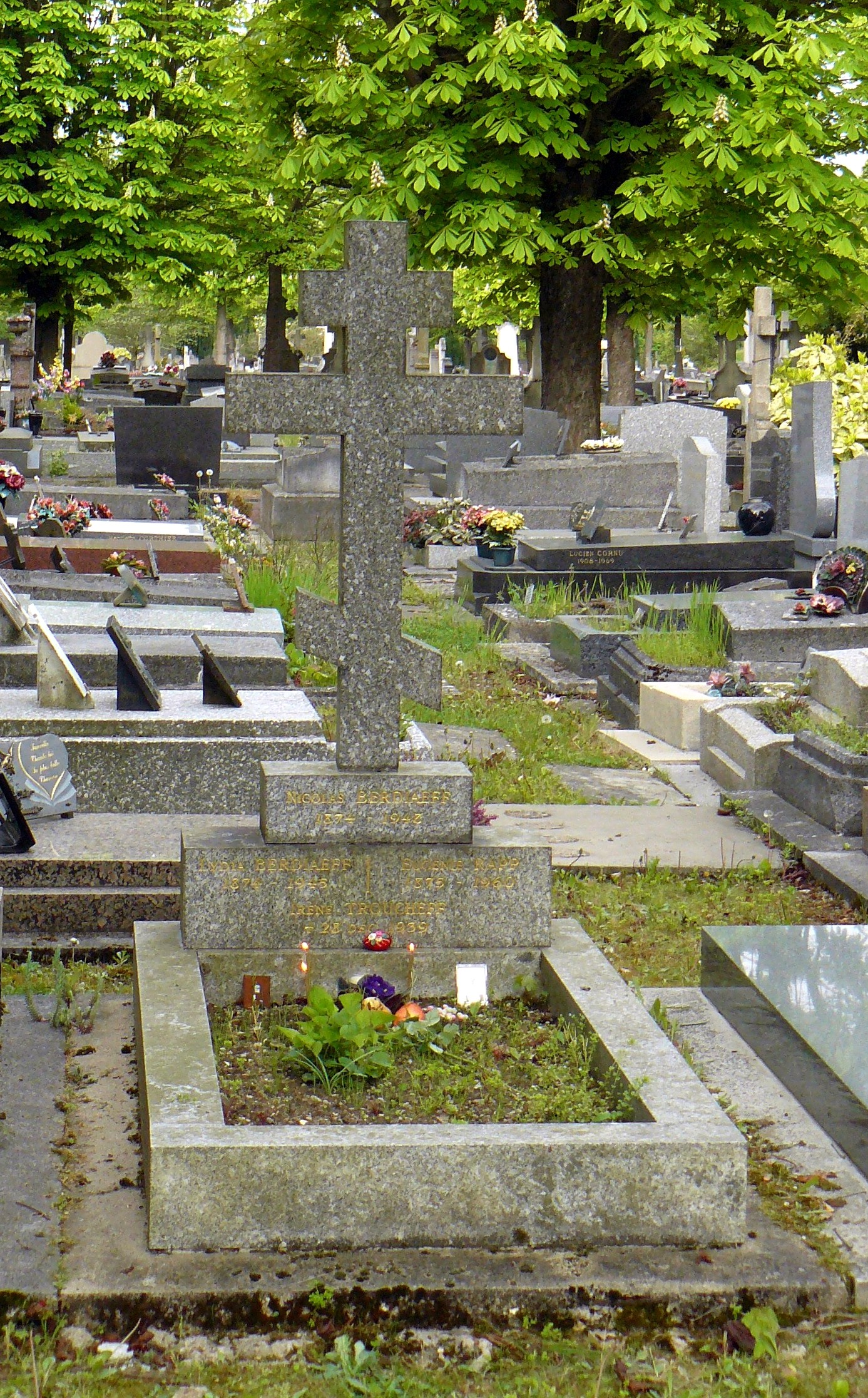

Могила Николая Бердяева на кладбище Кламара (Франция; 2013).

## Основные положения философии
Бердяев начал свою философскую деятельность как марксист, но потом он все более склонялся к философии экзистенциализма и персонализма. От марксизма он брал пафос революции, а также критику буржуазности. Иногда у Бердяева причудливо сочетается христианская и марксистская лексика: «Грех этот в оппортунистической приспособленности к „буржуазному“ миру». В изложении своей философии он придерживался эссеистической манеры, критикуя отождествление философии с наукой. Саму научность он именовал «рабством духа у низших сфер бытия». По Бердяеву, философия отождествляется с искусством, в котором важную роль играет творчество, личность и призвание.
В социальных вопросах Бердяев выступал как идеолог персонализма. Он верил в исключительность каждой личности и её силу. Философ полагал, что внутренняя жизнь каждого отдельного человека отчуждена от внешнего мира. Он видел глубокий конфликт, в котором находился современный ему человек с внешним миром и обществом, стремившимся подавить его внутреннюю духовную жизнь.
Бердяев занимался и вопросами философии истории, писал о сущности исторической памяти. Для него она имеет два уровня: на первом, фундаментальном уровне историческая память связана с самой категорией времени, а также с Богом. На втором уровне она связана уже с непосредственно конкретными историческими событиями из жизни народа. Таким образом, религия лежит в основе исторической памяти. Кроме того, благодаря ей преодолевается время, человек соприкасается с вечностью.
Бердяев благосклонно относится к христианству, однако замечает опасность «реставрации святоотеческого христианства», которая «может быть на руку духу антихристову», поскольку в ней мало антропологии. От христианства он берёт идею, что «знаком образа Творца» в человеке является «творческая свобода». Также он принимает каббалистическое учение о «Небесном Адаме». В целом Бердяев видел сходство всех религий в идее преодоления мира, поэтому он вводил понятие «нового религиозного сознания».
Основными понятиями философии Бердяева является свобода (как антитеза необходимости), в которой творчески преодолевается власть отчуждения. Особенностью взглядов Бердяева было учение о «первичной», «несотворённой» свободе, над которой не властен даже Бог. Он противопоставляет «свободу от» (свободу в негативном смысле) «свободе для». Бердяев полагал, что именно христианство является религией свободы, так как именно в нём появляется возможность преодоления внешних обстоятельств с помощью действий свободного субъекта.
Творчество в наибольшей степени обнаруживается в романтизме, где присутствует «трансцендентный прорыв» и «христианская потусторонность». Культуру Бердяев считает объективацией и побочным результатом творчества, которое стремится к преображению мира. Отсюда «подлинное творчество есть теургия». Размышляя о творчестве, Бердяев противопоставляет его «мистико-пантеистической» эманации и «материалистическо-натуралистической» эволюции. Творчество являет собой не перераспределение, но «оригинальный акт». Бердяев не локализует творчество в одном Боге, но выдвигает учение о «восьмом дне творения», то есть продолжающемся творении, в котором участвует и человек. Попытка уподобиться Творцу иногда порождает «мертвые механизмы», однако творческая гениальность все же равноценна святости. Бердяев называет гениальность «святостью дерзновения».
Наличие содержащейся параллели с упадком античного мира в «Новом средневековье» Бердяева отмечает Сергей Крих: у Бердяева конец «современной античности» (мира XIX века, викторианской эпохи, русского классицизма и так далее) виделся как трагический путь к очистившемуся обществу.

## Архив
Фонд Николая Александровича Бердяева хранится в Российском государственном архиве литературы и искусства под номером 1496. Материалы были переданы родственницей Бердяева — Евгенией Юдифовной Рапп. Фонд насчитывает 1007 единиц хранения за 1870-е-1954 годы. Материалы фонда отражают дореволюционную научную и литературную деятельность Бердяева, философские работы времен эмиграции (в основном автографы). Основу фонда образуют 267 единиц рукописей. Среди них не только автографы философских работ, но и автобиографии. Среди документов большое место занимает переписка на русском, английском, французском и немецком языках.
В материалах фонда имеются личные документы Н. А. Бердяева, фотографии.

### Книги
- Субъективизм и индивидуализм в общественной философии. Критический этюд о. Н. К. Михайловском. — СПб., 1901.
- Новое религиозное сознание и общественность. — СПб.: Издание М. В. Пирожкова, 1907. — 233 с.
- Sub specie aeternitatis. — СПб., 1907. — 438 с.
- Духовный кризис интеллигенции. — СПб.: Типография товарищества «Общественная польза», 1910. — 304 с.
- Философия свободы. — М.: Путь, 1911. — IV, 280, [1] с.
- Алексей Степанович Хомяков — М.: Путь, 1912. — 252 с.
- Душа России. — М.: Тип. т-ва И. Д. Сытина, 1915. — 42 с. — (Война и культура)
- Смысл творчества (Опыт оправдания человека). — М., 1916. — 358 с.
- Свободная церковь. — Московская просветительная комиссия при Временном комитете Государственной Думы, 1917. — 31 с.
- Судьба России (Опыты по психологии войны и национальности). Сборник статей 1914—1917. — М., 1918.
- Духовные основы русской революции (Сборник статей) (1917—1918)
- Миросозерцание Достоевского. — Прага: YMCA-Press, 1923. — 238 с.
- Философия неравенства. Письма к недругам по социальной философии. Берлин: Обелиск, 1923. — 246 с.
- Смысл истории — Берлин: Обелиск, 1923. — 268 с.
- Я и мир объектов: Опыт философии одиночества и общения. — Париж: YMCA-press. — 178 с.
Др. изд.: Париж: Ymca-press, 1969.
- Новое средневековье (Размышление о судьбе России). — Берлин: Обелиск, 1924.
- Константин Леонтьев. Очерк из истории русской религиозной мысли — Париж: Ymca-press, 1926. — 268 c.
- Философия свободного духа (Проблематика и апология христианства) (1927)
- О назначении человека (Опыт парадоксальной этики). — Париж: Современные записки, 1931. — 318 с.
- Русская религиозная психология и коммунистический атеизм. — Париж: Ymca-press, 1931. — 48 c.
- Русская религиозная психология и коммунистический атеизм. — Paris: YMCA press, 1931. — 48 с
- Христианство и классовая борьба. Париж: Ymca-press, 1931. — 139 с.
- О самоубийстве: Психолог. этюд. — Париж: YMCA-press, 1931. — 45 с.
- Судьба человека в современном мире (К пониманию нашей эпохи). — Париж, 1934. — 84 с.
- Я и мир объектов (Опыт философии одиночества и общения). — Париж: Ymca-press, 1934. — 187 с.
- Дух и реальность (Основы богочеловеческой духовности) (1935)
- Истоки и смысл русского коммунизма (на нём. 1938; на рус. 1955)
- О рабстве и свободе человека (Опыт персоналистической философии). — Париж: Ymca-press, 1939. — 222 с.
- Самопознание (Опыт философской автобиографии) (1940, изд. 1949)
- Творчество и объективация (Опыт эсхатологической метафизики) (1941, изд. 1947)
- Экзистенциальная диалектика божественного и человеческого. — Париж: Ymca-press, 1952. — 246 с. (1944—1945; на фр. 1947, на рус. 1952)
- Русская идея (Основные проблемы русской мысли XIX века и начала XX века). — Париж, 1946. — 260 с.
- Опыт эсхатологической метафизики. — Париж, 1947
- Царство Духа и царство Кесаря. — Париж: Ymca-press, 1951. — 165 c.
- Истина и откровение. Пролегомены к критике Откровения (1946—1947; на рус. 1996)

### Статьи
- A. Jakubisiak. Essai sur les limites de l espace et du temps // Путь. — 1928. — № 11. — С. 127—129.
- Berl. Mort de la morale bourgeoise // Путь. — 1931. — № 28. — С. 104—106.
- Come Hermann de Keyserling. Meditations sud-americains // Путь. — 1932. — № 36. — С. 89—93.
- E. Brunner. Gott und Mensch // Путь. — 1930. — № 24. — С. 122—124.
- Garrigou-Lagrange. La Providence // Путь. — 1932. — № 35. — С. 97—99.
- Heering Dieu et César // Путь. — 1933. — № 40. — С. 70—72.
- I. N. Danzas: L’itinéraire religieux de la conscience russe // Путь. — 1937. — № 51. — С. 74—76.
- J. Grenier. Essai sur l’espirit d’orthodoxie // Путь. — 1938. — № 57. — С. 84—86.
- Kirche, Volk und Staat. Stimmen aus der Deutschen Evangelichen Kirche zur Oxforder Weltkirchenkoferenz // Путь. — 1937. — № 54. — С. 74—76.
- JEAN IZOULET. Paris Capitale des Religions ou la Mission d’Israël // Путь. — 1928. — № 10. — С. 130—133.
- Jean Wahl. Le malheur de la conscience dans la philosophie de Hegel // Путь. — 1929. — № 17. — С. 104—107.
- Kirche, Volk und Staat. Stimmen aus der Deutschen Evangelichen Kirche zur Oxforder Weltkirchenkoferenz // Путь. — 1937. — № 54. — С. 74—76.
- Martin Buber // Путь. — 1933. — № 38. — С. 87—91.
- Pages choisies du P. Laberthonniere // Путь. — 1932. — № 32. — С. 103—105.
- Schmidhauser. Der Kampf um das geistige Reich // Путь. — 1933. — № 40. — С. 66—70.
- Schumann. Der Gottesgedanke und der Zerfall der Moderne // Путь. — 1930. — № 20. — С. 113—116.
- Антихристианская мысль (Цельс) // Путь. — 1926. — № 5. — С. 131—132.
- Асмус. Очерки истории диалектики в новой философии // Путь. — 1931. — № 27. — С. 108—112.
- Астральный роман
- Аура коммунизма // Новый Град. — 1936. — № 11. — С. 40—46.
- А. С. Хомяков и свящ. П. А. Флоренский // Символ. — Paris, 1986. — С. 227—236.
- А. С. Хомяков как философ
- Азиатская и европейская душа
- Алексей Степанович Хомяков
- Анархизм
- Больная Россия
- Бунт и покорность в психологии масс
- Была ли в России революция
- В защиту А. Блока // Путь. — 1931. — № 26. — С. 109—113.
- Великий Инквизитор
- Ветхий и новый завет в религиозном сознании Л. Толстого
- Вечность и время // Вестник РСХД. — 1935. — № 3. — С. 27—33.
- Вл. Соловьёв и мы
- Власть и психология интеллигенции
- Возрождение православия. (о. С. Булгаков)
- Война и кризис интеллигентского сознания
- Больная Россия // Духовный кризис интеллигенции. — СПб., 1910. — С. 84—94.
- Бунт и покорность в психологии масс // Духовный кризис интеллигенции. — СПб., 1910. — С. 73—83.
- В защиту А. Блока // Путь. — 1931. — № 26. — С. 109—113.
- Владимир Соловьёв и мы //Современные записки — 1937. — № 43. — С. 359—373.
- Война и эсхатология // Путь. — 1939—1940. — № 61. — С. 3—14.
- Восток и Запад // Путь. — 1930. — № 23. — С. 97—109.
- Вселенскость и конфессионализм // Христианское воссоединение. — Paris, 1933. — С. 63—81.
- Выдержки из писем к г-же X
- Гасители духа
- Германские влияния и славянство
- Гибель русских иллюзий
- Государство
- Два понимания христианства (к спорам о старом и новом в христианстве) // Путь. — 1932. — № 36. — С. 17—43.
- Два типа миросозерцания // Вопросы философии и психологии. — М., 1916. — С. 302—315.
- Движение и неподвижность в жизни народов
- Декадентство и мистический реализм // Духовный кризис интеллигенции. — СПб., 1910. — С. 15—27.
- Демократия и иерархия
- Демократия и личность
- Демократия, социализм и теократия
- Дневник философа (Спор о монархии, о буржуазности и о свободе мысли) // Путь. — 1926. — № 4. — С. 176—182.
- Дневник философа (О духе времени и монархии) // Путь. — 1927. — № 6. — С. 110—114.
- Дневник философа (О средствах и целях, о политике и морали, о политике христианской и политике гуманистической, о двух пониманиях задач эмиграции) // Путь. — 1929. — № 16. — С. 82—94.
- Древо жизни и древо познания(Л. Шестов. «На весах Иова. Странствование по душам») // Путь. — 1929. — № 18. — С. 88—106.
- Дух Великого Инквизитора (по поводу указа митрополита Сергия, осуждающего богословские взгляды о. С. Булгакова) // Путь. — 1935. — № 49. — С. 72—81.
- Дух и машина
- Дух и реальность
- Дух и сила
- Духи русской революции
- Духовное состояние современного мира // Путь. — 1932. — № 35. — С. 56—68.
- Духовное христианство и сектантство в России
- Духовные основы русского народа
- Духовный и материальный труд в русской революции
- Душа России
- Евразийцы // Путь. — 1925. — № 1. — С. 134—139.
- Ещё о христианском пессимизме и оптимизме (Ответ протоиерею С. Четверикову) // Путь. — 1935. — № 48. — С. 69—72.
- Живая Церковь и религиозное возрождение России
- Жозеф же Местр и масонство // Путь. — 1926. — № 4. — С. 183—187.
- Журнал «Esprit» и духовно-социальные искания французской молодёжи // Путь. — 1933. — № 39. — С. 78—82.
- Из психологии русской интеллигенции // Духовный кризис интеллигенции. — СПб., 1910. — С. 61—72.
- Из размышлений о теодицее // Путь. — 1927. — № 7. — С. 50—62.
- Из этюдов о Я. Беме. Этюд I. Учение об Ungrund // Путь. — 1930. — № 20. — С. 47—79.
- Из этюдов о Я. Беме. Этюд II. Учение о Софии и андрогине Я. Беме и русские софиологические течения // Путь. — 1930. — № 21. — С. 34—62.
- Иллюзии и реальность в психологии эмигрантской молодёжи // Путь. — 1928. — № 14. — С. 3—30.
- Искания социальной правды молодой Франции // Новый Град. — 1934. — № 9. — С. 56—64.
- Испанская трагедия перед судом христианской совести // Новый Град. — 1939. — № 14. — С. 15—26.
- К вопросу об интеллигенции и нации // Духовный кризис интеллигенции. — СПб., 1910. — С. 129—137.
- К вопросу об отношении христианства к общественности // Духовный кризис интеллигенции. — СПб., 1910. — С. 209—220.
- К психологии революции // Духовный кризис интеллигенции. — СПб., 1910. — С. 40—60.
- Католичество и Action Francaise // Путь. — 1928. — № 10. — С. 115—123.
- Комедия первородного греха // Путь. — 1934. — № 44. — С. 68—72.
- Кошмар злого добра // Путь. — 1926. — № 4. — С. 103—116.
- Кризис интеллекта и миссия интеллигенции // Новый Град. — 1938. — № 13. — С. 5—11.
- Л. Троцкий. Моя жизнь // Новый Град. — 1931. — № 1. — С. 91—94.
- Лев Шестов и Киркегор // Современные записки. — 1936. — № LXII. — С. 375—382.
- Лев Шестов // Путь. — 1936. — № 50. — С. 50—52.
- Литературное направление и «социальный заказ» // Путь. — 1931. — № 29. — С. 80—92.
- Мережковский о революции // Духовный кризис интеллигенции. — СПб., 1910. — С. 102—119.
- Метафизическая проблема свободы // Путь. — 1928. — № 9. — С. 41—53.
- Многобожие и национализм // Путь. — 1934. — № 43. — С. 3—16.
- Н. Лосский «Свобода воли» // Путь. — 1927. — № 6. — С. 130—131.
- Н. А. Сетницкий. О конечном идеале // Путь. — 1932. — № 36. — С. 93—95.
- Народ и классы в русской революции. М., 1917.
- Наука о религии и христианская апологетика // Путь. — 1927. — № 6. — С. 50—68.
- Неотомизм // Путь. — 1925. — № 1. — С. 169—171.
- Нигилизм на религиозной почве // Духовный кризис интеллигенции. — СПб., 1910. — С. 201—208.
- Новая книга о Якове Беме // Путь. — 1926. — № 1. — С. 119—122.
- Новая книга о Я. Беме // Путь. — 1929. — № 18. — С. 116—122.
- О гордости смиренных (ответ иеромонаху Иоанну) // Путь. — 1931. — № 31. — С. 70—75.
- О достоинстве христианства и недостоинстве христиан Париж, 1931.
- О духовной буржуазности // Путь. — 1926. — № 3. — С. 3—13.
- О земном и небесном утопизме // Русская мысль. — М., 1913. — Год тридцать четвёртый, кн. IX. — С. 46—54.
- О литературном распаде // Духовный кризис интеллигенции. — СПб., 1910. — С. 138—152.
- О назначении человека. Опыт парадоксальной этики // Путь. — 1931. — № 29. — С. 94—95.
- О новейших течениях в немецкой философии. Гейдеггер // Путь. — 1930. — № 29. — С. 115—121.
- О профетической миссии слова и мысли. (К пониманию свободы) // Новый Град. — 1935. — № 10. — С. 56—65.
- О религиозном значении Льва Толстого (1908 г.) // «Вопросы литературы» — 1989. — № 4. — С. 272—274. — Вступительная заметка и публикация Александра Вадимова.
- О религиозном социализме (Книги Ragaz’а и Mounier) // Путь. — 1935. — № 49. — С. 86—91.
- О смене поколений и о вечном возвращении // Новый Град. — 1932. — № 5. — С. 36—42.
- О современном национализме // Русские записки. — 1938. — № 3. — С. 232—238.
- О социальном персонализме // Новый Град. — 1933. — № 49. — С. 44—60.
- О фанатизме, ортодоксии и истине // Русские записки. — 1937. — С. 180—191.
- О характере русской религиозной мысли XIX века // Современные записки. — 1936. — № LXII. — С. 309—343.
- О христианском пессимизме и оптимизме (По поводу письма протоиерея Сергия Четверикова) // Путь. — 1935. — № 46. — С. 31—36.
- О. Д Эрбиньи о религиозном образе Москвы в октябре 1925 г // Путь. — 1926. — № 3. — С. 145—147.
- Об авторитете, свободе и человечности (ответ В. Лосскому и о. С. Четверикову) // Путь. — 1936. — № 50. — С. 37—49.
- Обвинение Запада (О книге Масиса: «Defence de l’occident») // Путь. — 1927. — № 8. — С. 145—148.
- Обскурантизм // Путь. — 1928. — № 13. — С. 19—36.
- Опыт философского оправдания христианства // Русская мысль. — М., 1909. — Год тринадцатый, кн. IX. — С. 54—72.
- Ортодоксия и человечность. (Прот. Г. Флоровский. Пути русского богословия) // Путь. — 1937. — № 53. — С. 53—65.
- Основная идея философии Л. Шестова // Путь. — 1939. — № 58. — С. 44—48.
- Открытое письмо архиепископу Антонию // Духовный кризис интеллигенции. — СПб., 1910. — С. 299—304.
- Памяти Андрея Фёдоровича Карпова // Путь. — 1937. — № 54. — С. 72—73.
- Памяти Георгия Ивановича Черепанова // Путь. — 1936. — № 50. — С. 56—57.
- Памяти кн. Г. Н. Трубецкого // Путь. — 1930. — № 21. — С. 94—96.
- Памяти папы Пия XI // Путь. — 1939. — № 59. — С. 55—56.
- Парадоксы свободы в социальной жизни // Новый Град. — 1931. — № 1. — С. 59—66.
- Персонализм и марксизм // Путь. — 1935. — № 48. — С. 3—19.
- Письмо монархиста в редакцию журнала «Путь» и ответ Н. Бердяева // Путь. — 1926. — № 3. — С. 134—144.
- По поводу одной замечательной книги // Духовный кризис интеллигенции. — СПб., 1910. — С. 165—170.
- Познание и общение (ответ Н. Алексееву) // Путь. — 1934. — № 44. — С. 44—49.
- Правда и ложь коммунизма // Путь. — 1930. — № 31. — С. 3—34.
- Предсмертные мысли Фауста // Освальд Шпенглер и закат Европы. — М.: Берег, 1922. — С. 55—72.
- Преодоление декадентства // Духовный кризис интеллигенции. — СПб., 1910. — С. 153—163.
- Проблема христианского государства // Современные записки. — 1927. — № 31. — С. 280—305.
- Проблема человека // Путь. — 1936. — № 50. — С. 3—26.
- Происхождение зла и смысл истории // Вопросы философии и психологии. — М., 1908., кн. V (95). — С. 441—479.
- Против максимализма // Духовный кризис интеллигенции. — СПб., 1910. — С. 95—101.
- Распря Церкви и государства в России // Духовный кризис интеллигенции. — СПб., 1910. — С. 221—233.
- Россия и Запад // Духовный кризис интеллигенции. — СПб., 1910. — С. 120—128.
- Русские богоискатели // Духовный кризис интеллигенции. — СПб., 1910. — С. 28—39.
- Русский духовный ренессанс начала XX в. и журнал «Путь» (к десятилетию «Пути») // Путь. — 1935. — № 49. — С. 3—22.
- С. Франк. Непостижимое // Путь. — 1939. — № 60. — С. 65—67.
- Свободная церковь и собор
- Славянофильство и славянская идея
- Слова и реальности в общественной жизни
- Смертобожество // Путь. — 1927. — № 7. — С. 122—124.
- Социализм как религия // Вопросы философии и психологии. — М., 1906. — Год XVII, кн. V (85). — С. 508—545.
- Социальный кризис культуры // Новый Град. — 1932. — № 3. — С. 46—53.
- Спасение и творчество (два понимания христианства) // Путь. — 1926. — № 2. — С. 26—46.
- Спор об антропософии // Путь. — 1930. — № 25. — С. 105—114.
- Ставрогин // Русская мысль. — М., 1914. — Год тридцать пятый, кн. V. — С. 80—89.
- Существует ли в православии свобода мысли и совести? (В защиту Георгия Федотова) // Путь. — 1939. — № 59. — С. 46—54.
- Съезд в Австрии // Путь. — 1927. — № 8. — С. 131—133.
- Творчество и объективация. Опыт Эсхатологической метафизики
- Тёмное вино
- Теософия и антропософия в России
- Теократия
- Торжество и крушение народничества
- Трагедия и обыденность
- Три юбилея (Л. Толстой, Ген. Ибсен, Н. Фёдоров) // Путь. — 1928. — № 11. — С. 76—94.
- Утопический этатизм евразийцев // Путь. — 1927. — № 8. — С. 141—144.
- Философская истина и интеллигентская правда. — М., 1909. — С. 1—22.
- Философская истина и интеллигентская правда // Духовный кризис интеллигенции. — СПб., 1910. — С. 171—192.
- Христианство и антисемитизм // Путь. — 1938. — № 56. — С. 3—18.
- Христианство и революция // Новый Град. — 1937. — № 12. — С. 48—62.
- Христианство и социальный строй (Ответ С. Франку) // Путь. — 1939. — № 60. — С. 33—36.
- Царство Божие и царство кесаря // Путь. — 1925. — № 1. — С. 31—52.
- Церковная смута и свобода совести // Путь. — 1926. — № 5. — С. 42—54.
- Человек и машина (проблема социологии и метафизики техники) // Путь. — 1933. — № 38. — С. 3—37.
- Человеческая личность и сверхличные ценности // Современные записки — 1937 — № 43, 44.
- Чёрная анархия// Духовный кризис интеллигенции. — СПб., 1910. — С. 193—198.
- Что такое человек? (Theodor Haecker. Was ist der Mensch?) // Путь. — 1935. — № 47. — С. 86—89.
- Экзистенциальная диалектика божественного и человеческого
- Я и мир объектов

## Память
- В честь философа назван астероид — (4184) Бердяев[32].